# Ilza Amado Vaz

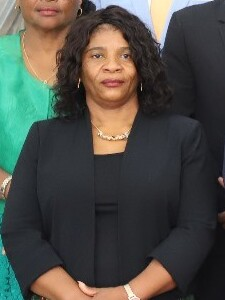
Ilza Amado Vaz (2025)

Ilza Maria dos Santos Amado Vaz ist eine são-toméische Politikerin. Sie war Anfang 2025 kurzzeitig Premierministerin von São Tomé und Príncipe.

## Leben
Amado Vaz studierte Rechtswissenschaften an der Universität Toulouse, wo sie auch promovierte. Zwischen 1999 und 2016 leitete sie die Zollbehörde von São Tomé und Príncipe und war parallel als Dozentin an der Universidade Lusíada ihres Heimatlandes tätig.
2014 übernahm sie erstmals ein Regierungsamt als Ministerin für Justiz, öffentliche Verwaltung und Menschenrechte. In dieser Funktion setzte sie sich besonders für die Digitalisierung des Justizsystems ein.
Am 9. Januar 2025 ernannte Präsident Carlos Vila Nova sie zur Premierministerin. Kurz nach ihrem Amtsantritt präsentierte sie ein zwölfköpfiges Kabinett – ohne vorherige Zustimmung des Präsidenten. Das führte zu einem Zerwürfnis an der Staatsspitze. Nur drei Tage nach Amtseinführung, am 12. Januar, trat Amado Vaz zurück. Sie begründete ihren Rücktritt mit der fehlenden Basis für eine stabile Regierungsführung.
Kurz darauf wurde sie zur Außen- und Entwicklungsministerin ernannt.